# Deanna Stellato-Dudek
Deanna Stellato-Dudek (ur. 22 czerwca 1983 w Park Ridge) – amerykańska łyżwiarka figurowa reprezentująca Kanadę, startująca w parach sportowych z Maxime Deschampsem. Mistrzyni świata (2024), mistrzyni (2024) i brązowa medalistka mistrzostw czterech kontynentów (2023), brązowa medalistka finału Grand Prix (2023), medalistka zawodów międzynarodowych, wicemistrzyni świata juniorów (2000) oraz zwyciężczyni finału Junior Grand Prix (1999) w konkurencji solistek, dwukrotna mistrzyni Kanady (2023, 2024 w parach sportowych).
Stellato reprezentowała Stany Zjednoczone w konkurencji solistek w latach 1995–2001, zdobywając m.in. wicemistrzostwo świata juniorów. W trakcie swojej kariery indywidualnej doznała kilka kontuzji m.in. zerwania więzadła w prawej kostce, a następnie złamania lewej kostki. Przewlekły ból uniemożliwiał jej treningi przez co postanowiła zakończyć karierę sportową. Została kwalifikowaną kosmetyczką i specjalistką medycyny estetycznej, a także trenerką łyżwiarstwa. 
W 2016 roku odwiedziła byłą trenerkę Cindy Watson-Caprel w Ellenton, gdzie Jim Peterson i Mitch Moyer namówili ją na próbne treningi z Bartholomayem. Po sprawdzeniu jej możliwości powrotu do wykonywania potrójnych skoków, Stellato i Bartholomay postanowili rozpocząć współpracę w lipcu 2016, na kilka miesięcy przed rozpoczęciem sezonu. Dla Stellato był to powrót do sportu po 15 latach przerwy.
W 2013 roku wyszła za mąż za Michaela Dudka, który ma polskie pochodzenie.

## Osiągnięcia

### Pary sportowe

#### Z Maxime Deschampsem (Kanada)
| Zawody                           | 19–20          | 20–21          | 21–22          | 22–23          | 23–24          |                |                |                |                |                |                |                |                |                |                |                |                |
| Międzynarodowe                   | Międzynarodowe | Międzynarodowe | Międzynarodowe | Międzynarodowe | Międzynarodowe | Międzynarodowe | Międzynarodowe | Międzynarodowe | Międzynarodowe | Międzynarodowe | Międzynarodowe | Międzynarodowe | Międzynarodowe | Międzynarodowe | Międzynarodowe | Międzynarodowe | Międzynarodowe |
| -------------------------------- | -------------- | -------------- | -------------- | -------------- | -------------- | -------------- | -------------- | -------------- | -------------- | -------------- | -------------- | -------------- | -------------- | -------------- | -------------- | -------------- | -------------- |
| Mistrzostwa świata               |                |                |                | 4              | 1              |                |                |                |                |                |                |                |                |                |                |                |                |
| Mistrzostwa czterech kontynentów |                |                | 4              | 3              | 1              |                |                |                |                |                |                |                |                |                |                |                |                |
| GP Finał Grand Prix              |                |                |                | 4              | 3              |                |                |                |                |                |                |                |                |                |                |                |                |
| GP Cup of China                  |                |                |                |                | 1              |                |                |                |                |                |                |                |                |                |                |                |                |
| GP Grand Prix de France          |                |                |                | 1              |                |                |                |                |                |                |                |                |                |                |                |                |                |
| GP Skate America                 |                |                |                | 2              |                |                |                |                |                |                |                |                |                |                |                |                |                |
| GP Skate Canada International    |                |                |                |                | 1              |                |                |                |                |                |                |                |                |                |                |                |                |
| CS Autumn Classic International  |                |                | 4              |                | 1              |                |                |                |                |                |                |                |                |                |                |                |                |
| CS Nebelhorn Trophy              |                |                |                | 1              |                |                |                |                |                |                |                |                |                |                |                |                |                |
| CS Warsaw Cup                    |                |                | 6              |                |                |                |                |                |                |                |                |                |                |                |                |                |                |
| Krajowe                          |                |                |                |                |                |                |                |                |                |                |                |                |                |                |                |                |                |
| Mistrzostwa Kanady               | 6              | C              | 3              | 1              | 1              |                |                |                |                |                |                |                |                |                |                |                |                |

#### Z Nathan Bartholomayem (Stany Zjednoczone)

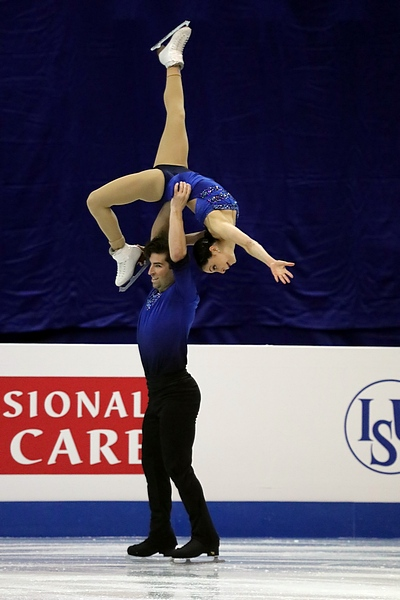
Stellato-Dudek i Bartholomay na mistrzostwach czterech kontynentów 2018

| Zawody                           | 16–17          | 17–18          | 18–19          |                |                |                |                |                |                |                |                |                |                |                |                |                |                |
| Międzynarodowe                   | Międzynarodowe | Międzynarodowe | Międzynarodowe | Międzynarodowe | Międzynarodowe | Międzynarodowe | Międzynarodowe | Międzynarodowe | Międzynarodowe | Międzynarodowe | Międzynarodowe | Międzynarodowe | Międzynarodowe | Międzynarodowe | Międzynarodowe | Międzynarodowe | Międzynarodowe |
| -------------------------------- | -------------- | -------------- | -------------- | -------------- | -------------- | -------------- | -------------- | -------------- | -------------- | -------------- | -------------- | -------------- | -------------- | -------------- | -------------- | -------------- | -------------- |
| Mistrzostwa świata               |                | 17             |                |                |                |                |                |                |                |                |                |                |                |                |                |                |                |
| Mistrzostwa czterech kontynentów |                | 5              |                |                |                |                |                |                |                |                |                |                |                |                |                |                |                |
| GP Grand Prix Helsinki           |                |                | 6              |                |                |                |                |                |                |                |                |                |                |                |                |                |                |
| GP Rostelecom Cup                |                |                | WD             |                |                |                |                |                |                |                |                |                |                |                |                |                |                |
| GP Skate America                 |                | 8              |                |                |                |                |                |                |                |                |                |                |                |                |                |                |                |
| CS Finlandia Trophy              |                | 6              |                |                |                |                |                |                |                |                |                |                |                |                |                |                |                |
| CS Golden Spin of Zagreb         | 6              |                | 3              |                |                |                |                |                |                |                |                |                |                |                |                |                |                |
| CS Memoriał Ondreja Nepeli       |                |                | 2              |                |                |                |                |                |                |                |                |                |                |                |                |                |                |
| CS Nebelhorn Trophy              |                |                | 3              |                |                |                |                |                |                |                |                |                |                |                |                |                |                |
| CS U.S. International Classic    |                | 6              |                |                |                |                |                |                |                |                |                |                |                |                |                |                |                |
| Krajowe                          |                |                |                |                |                |                |                |                |                |                |                |                |                |                |                |                |                |
| Mistrzostwa Stanów Zjednoczonych | 4              | 3              | 3              |                |                |                |                |                |                |                |                |                |                |                |                |                |                |

### Solistki (Stany Zjednoczone)
| Zawody                                | 95–96          | 96–97          | 97–98          | 98–99          | 99–00          | 00–01          |                |                |                |                |                |                |                |                |                |                |                |
| Międzynarodowe                        | Międzynarodowe | Międzynarodowe | Międzynarodowe | Międzynarodowe | Międzynarodowe | Międzynarodowe | Międzynarodowe | Międzynarodowe | Międzynarodowe | Międzynarodowe | Międzynarodowe | Międzynarodowe | Międzynarodowe | Międzynarodowe | Międzynarodowe | Międzynarodowe | Międzynarodowe |
| ------------------------------------- | -------------- | -------------- | -------------- | -------------- | -------------- | -------------- | -------------- | -------------- | -------------- | -------------- | -------------- | -------------- | -------------- | -------------- | -------------- | -------------- | -------------- |
| GP Skate Canada International         |                |                |                |                |                | 5              |                |                |                |                |                |                |                |                |                |                |                |
| Memoriał Karla Schäfera               |                |                |                |                |                | 2              |                |                |                |                |                |                |                |                |                |                |                |
| Międzynarodowe: Kategorie młodzieżowe |                |                |                |                |                |                |                |                |                |                |                |                |                |                |                |                |                |
| Mistrzostwa świata juniorów           |                |                |                |                | 2              |                |                |                |                |                |                |                |                |                |                |                |                |
| JGP Finał                             |                |                |                |                | 1              |                |                |                |                |                |                |                |                |                |                |                |                |
| JGP w Norwegii                        |                |                |                |                | 1              |                |                |                |                |                |                |                |                |                |                |                |                |
| JGP w Słowenii                        |                |                |                |                | 5              |                |                |                |                |                |                |                |                |                |                |                |                |
| Krajowe                               |                |                |                |                |                |                |                |                |                |                |                |                |                |                |                |                |                |
| Mistrzostwa Stanów Zjednoczonych      |                |                |                | 1 N            | 9              | WD             |                |                |                |                |                |                |                |                |                |                |                |
| Midwestern Sectionals                 |                | 1 I            | 6 N            | 1 N            |                |                |                |                |                |                |                |                |                |                |                |                |                |
| Upper Great Lakes Regionals           | 1 V            |                | 2 N            |                |                |                |                |                |                |                |                |                |                |                |                |                |                |